# 森小路
森小路（もりしょうじ）は、大阪府大阪市旭区にある町名。現行行政地名は森小路一丁目および森小路二丁目。

## 地理
旭区の中央部に位置し、東に新森、西に大宮、南に高殿、北に千林と接している。

## 世帯数と人口
2019年（平成31年）3月31日現在の世帯数と人口は以下の通りである。
| 丁目         | 世帯数    | 人口    |
| ------------ | --------- | ------- |
| 森小路一丁目 | 955世帯   | 1,802人 |
| 森小路二丁目 | 830世帯   | 1,566人 |
| 計           | 1,785世帯 | 3,368人 |

### 人口の変遷
国勢調査による人口の推移。
| 1995年（平成7年）  | 4,038人 | [ 5 ] |  |
| 2000年（平成12年） | 3,687人 | [ 6 ] |  |
| 2005年（平成17年） | 3,586人 | [ 7 ] |  |
| 2010年（平成22年） | 3,481人 | [ 8 ] |  |
| 2015年（平成27年） | 3,663人 | [ 9 ] |  |

### 世帯数の変遷
国勢調査による世帯数の推移。
| 1995年（平成7年）  | 1,712世帯 | [ 5 ] |  |
| 2000年（平成12年） | 1,672世帯 | [ 6 ] |  |
| 2005年（平成17年） | 1,729世帯 | [ 7 ] |  |
| 2010年（平成22年） | 1,711世帯 | [ 8 ] |  |
| 2015年（平成27年） | 1,774世帯 | [ 9 ] |  |

## 学区
市立小・中学校に通う場合、学区は以下の通りとなる。なお、小学校・中学校入学時に学校選択制度を導入しており、通学区域以外に旭区の小学校・中学校から選択することも可能。
| 丁目         | 番   | 小学校             | 中学校             |
| ------------ | ---- | ------------------ | ------------------ |
| 森小路一丁目 | 全域 | 大阪市立古市小学校 | 大阪市立今市中学校 |
| 森小路二丁目 | 全域 | 大阪市立古市小学校 | 大阪市立今市中学校 |

## 事業所
2016年（平成28年）現在の経済センサス調査による事業所数と従業員数は以下の通りである。
| 丁目         | 事業所数  | 従業員数 |
| ------------ | --------- | -------- |
| 森小路一丁目 | 80事業所  | 793人    |
| 森小路二丁目 | 126事業所 | 684人    |
| 計           | 206事業所 | 1,477人  |

## 交通

### 鉄道
- 京阪電気鉄道
  - 京阪本線 森小路駅
- 大阪市高速電気軌道
  - 谷町線 千林大宮駅

### 道路
- 国道1号
- 大阪府道161号深野南寺方大阪線

## 施設
- 東洋学園高等専修学校
- 大阪市立古市小学校
- スーパーナショナル 森小路店
- 業務スーパー 森小路店

## その他

### 日本郵便
- 〒535-0013[3]（集配局：大阪旭郵便局[13]）